# Bob Cohen
Robert (Bob) Cohen (Rotterdam, 4 maart 1930 – Brussel, 27 oktober 1999) was een Nederlands ambtenaar en politicus namens de PvdA.

## Loopbaan
Cohen studeerde politicologie aan de Universiteit van Amsterdam en promoveerde in de rechtsgeleerdheid aan de Rijksuniversiteit Utrecht. Hij was werkzaam bij het directoraat-generaal Landbouw van de Commissie van de Europese Gemeenschappen. Cohen was adjunct-kabinetschef van de Eurocommissarissen Sicco Mansholt en Pierre Lardinois en in 1977 kabinetschef van Eurocommissaris Henk Vredeling. Nadat hij directeur directoraat-generaal ontwikkeling was van de Commissie van de Europese Gemeenschappen, werd hij in 1979 verkozen in het Europees Parlement. Daar bleef hij tot 1989 en hield zich met name bezig met ontwikkelingssamenwerking.

## Publicaties
- Socialisten in Europa. De samenwerking van de socialistische partijen in het kader van de Europese Gemeenschap 1952-1972, proefschrift 1974
- Alfred Mozer. Gastarbeider in Europa, 1980 met Ali Mozer-Ebbinge

- Biografisch Portaal: 65293426
- Gemeinsame Normdatei: 172023440
- Library of Congress Control Number: no2009008165
- Nationale Bibliotheek van Israël: 987007259864905171
- Nederlandse Thesaurus van Auteursnamen: 067816053
- Parlement.com: vg09llzgfhst
- Virtual International Authority File: 17058084
- WorldCat: E39PBJfh7PVChgYmGQcm6bvPwC